# 貝爾佐維亞鄉
45°26′N 21°38′E / 45.433°N 21.633°E
貝爾佐維亞鄉（羅馬尼亞語：Comuna Berzovia, Caraș-Severin），是羅馬尼亞的鄉份，位於該國西南部，由卡拉什-塞維林縣負責管轄，面積104平方公里，海拔高度147米，2007年人口4,037，人口密度每平方公里39人。